# Yves Bourgade
Yves Bourgade, né le 17 août 1942 à Nouméa, en Nouvelle-Calédonie, est un journaliste et critique dramatique et musical français.
Il a occupé plusieurs postes au sein de l’AFP où il fut responsable des rubriques théâtre, musique et danse de 1980 à 2007. Comme critique musique, il a collaboré notamment à la Tribune de Genève de 1971 à 1988 et à l’hebdomadaire le Figaroscope de 1987 à 2007. Il fut également président du Syndicat de la critique de 1993 à 1996.

## Biographie
Yves Bourgade est né à Nouméa, d'un père homme politique et brillant avocat, issu d'une vieille famille de pionniers calédoniens, Marc Bourgade et d'une mère, d'origine française, Lucette Marty, qui deviendra en 1952, dirigeante de la Délégation à Paris de la Nouvelle-Calédonie. Il est l'aîné d'une famille de deux enfants avec sa sœur Josée Bourgade.
À l'âge de douze ans, après le décès de son père, il part vivre à Paris avec sa mère. Elle l'initie au spectacle vivant en l'emmenant au concert et au théâtre.
À l'âge de vingt-et-un ans, alors qu'il n'a pas encore fini ses études de Lettres à la Sorbonne, il entre à l'AFP en y exerçant une activité l'après-midi. Paul Boursier, responsable du service culturel et spécialiste de la danse, lui demande, alors, de se charger des concours de fin d’année du conservatoire à partir de 1964. À la rentrée 1967, il suit l’actualité des concerts, avec notamment un concert de l’Orchestre national de l’ORTF dirigé par Darius Milhaud et le deuxième concert dirigé par Charles Munch à la tête de l’Orchestre de Paris nouvellement créé. La dépêche qu'il écrivait était envoyée aux clients et reprise par les journaux ou servait d’indication. À cette époque, Marcel Landowski créait la direction de la musique, au Ministère de la Culture.
En 1975, au moment du départ en retraite de Paul Boursier, il est choisi pour s'occuper de la rubrique danse. Maurice Tillier, directeur des informations générales, le charge des trois rubriques du théâtre vivant (musique, danse et théâtre), activité qu'il exerce de 1980 à 2007.
Il fut élu président de l’association du Syndicat de la critique de 1993 à 1996.
Il devient le 18 juin 1998, Chevalier des Arts et des Lettres et le 14 avril 2006, Chevalier de la Légion d'honneur.
Aujourd’hui, il reste président de la Commission d’attribution de la carte de critique de musique et de cinéma et de théâtre.

## Distinctions
- Chevalier de l'ordre des Arts et des Lettres (1998).
- Chevalier de la Légion d'honneur (2006).